# 密田博孝
密田 博孝（みつだ ひろたか、1907年7月22日 - 1994年10月10日）は、日本の経営者。大協石油(現在のコスモ石油)社長、会長を務めた。富山県出身。

## 経歴・人物
1931年に京都帝国大学法学部を卒業し、同年に日本興業銀行に入行。1953年に取締役に就任し、1957年に大協石油に転じ、専務に就任し、1960年1月には社長に昇格。1975年8月に会長に就任し、1986年4月にはコスモ石油名誉会長に就任し、1988年6月には相談役に退いた。
1967年5月から1969年5月までと1973年5月から1974年5月までに石油連盟会長を2度務めた。
1967年10月に藍綬褒章を受章し、1987年11月に勲二等旭日重光章を受章。
1994年10月10日肺炎のために死去。87歳没。